# シャコタン

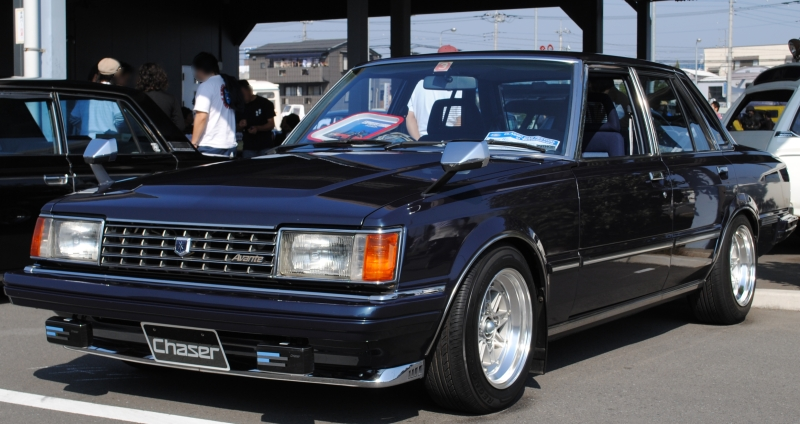
シャコタン

シャコタンとは、主に自動車を改造して車高（最低地上高=ロードクリアランス）を低くする改造手法、状態のことである。語源は車高短。英語圏でいう車高を極端に下げるチューニングを意味するスラムド（Slammed）に相当する。

## 歴史
1970年代後半から暴走族の車両に見られるようになり、1980年代には違法改造車が大量に発生した。
1990年代以降、大きく変化があったのは1995年（平成7年）11月の規制緩和である。「重要保安部品」であるスプリングの変更は、それまで陸運支局等へ届出をし認可される（いわゆる「公認」を取得する）ことが必要であり、それをせずに公道を走行することは違法行為であった。それでも違法を承知でスプリング交換をする者は車検のたびに純正スプリングに交換して車検を通すということを行っていた。それがこの規制緩和により、コイルスプリングとトーションバーの変更には届出を必要としなくなり、使用者の自己責任において自由にばねを変更することが合法となった。ただし、ばねが取り付け部から離脱しないこと（遊ばないこと）や、最低地上高を90mm以上確保すること、ばね材であると共に車軸の位置決めを担うサスペンションそのものでもあるリーフスプリング（重ね板ばね）は依然、届出を必要とするなどの制限はある。この法改正により、車高を落とすことがカスタマイズ、モディファイの手法として一般化し、暴走族風の改造とは一線を画すという意味でローダウンと呼ぶ者も増えた。

## シャコタン車侵入対策
- 極端に車高を下げることにより、駐車場や歩道や砂道や雪道の段差[5]、中央部が盛り上げられている踏切（通称カマボコ踏切）、坂道を通過することが難しくなるため、シャコタン車のドライバー除けに使用される。シャコタンにして、最低地上高を下げると、アプローチアングルやデパーチャーアングルが小さくなり、段差を乗り越えることが難しくなるからである[1]。また、フェリー乗船時にも可動橋や船内のスロープで腹がつかえるおそれがある。このため、最初から乗船を断られることもある。これらの背景から、段差や未舗装路の走行を想定して一時的に車高を上げるための簡易エアサスも存在する[注 2]。

- 改造車の集会に使われていた地下駐車場が入り口に高さ90mmの段差を設置したところ、集会が無くなった事例がある[5]。